# Nakuru
Nakuru – miasto w środkowo-zachodniej Kenii, nad jeziorem Nakuru. Ośrodek administracyjny hrabstwa Nakuru, położone na zachód od masywu Kenia. W 2019 roku zamieszkiwało je ponad 570 tysięcy mieszkańców. Trzecie pod względem wielkości miasto kraju. 
W okresie kolonialnym Nakuru był centrum działalności europejskiej. Jest to ruchliwe centrum handlowe i transportowe w środkowo-zachodniej Kenii. Pobliskie atrakcje obejmują Park Narodowy Lake Nakuru, znany z setek gatunków ptaków, prehistorycznego miejsca Hyrax Hill i ogromnego krateru Menengai. Jezioro Nakuru znane jest z przyciągania miliona flamingów.
W mieście rozwinął się przemysł spożywczy, włókienniczy oraz nawozów sztucznych. Funkcjonuje tu również port lotniczy Nakuru.